# Consistório Ordinário Público de 1886

## Cardeais Eleitores
| Nº                 | País               | Nome                        | Idade              | Cargo                                  | Título ou Diaconia                                        |
| Cardeais eleitores | Cardeais eleitores | Cardeais eleitores          | Cardeais eleitores | Cardeais eleitores                     | Cardeais eleitores                                        |
| ------------------ | ------------------ | --------------------------- | ------------------ | -------------------------------------- | --------------------------------------------------------- |
| 1                  | França             | Victor-Félix Bernadou       | 69                 | Arcebispo de Sens et Auxerre           | Cardeal-presbítero de Santíssima Trindade no Monte Pincio |
| 2                  | Canadá             | Elzéar-Alexandre Taschereau | 66                 | Arcebispo de Québec                    | Cardeal-presbítero de Santa Maria da Vitória              |
| 3                  | França             | Benoit-Marie Langénieux     | 61                 | Arcebispo de Reims                     | Cardeal-presbítero de São João na Porta Latina            |
| 4                  | Estados Unidos     | James Gibbons               | 51                 | Arcebispo de Baltimore                 | Cardeal-presbítero de Santa Maria em Trastevere           |
| 5                  | França             | Charles-Philippe Place      | 72                 | Arcebispo de Rennes, Dol et Saint-Malo | Cardeal-presbítero de Santa Maria Nova                    |
| 6                  | Itália             | Augusto Theodoli            | 66                 | Prefeitura da Casa Pontifícia          | Cardeal-diácono de Santa Maria da Scala                   |
| 7                  | Itália             | Camillo Mazzella, S.J.      | 53                 | Presbítero da Companhia de Jesus       | Cardeal-diácono de Santo Adriano no Fórum                 |

## Link Externo
- «Catholic Hierarchy» (em inglês)